# Dichochrysa mira
Dichochrysa mira is een insect uit de familie van de gaasvliegen (Chrysopidae), die tot de orde netvleugeligen (Neuroptera) behoort. 
Dichochrysa mira is voor het eerst wetenschappelijk beschreven door Hölzel in 1973.